# Basilica di San Lorenzo (Kempten)
La  Basilica di San Lorenzo, a Kempten in Algovia, così denominata per brevità, è dedicata, oltre che al santo martire, anche a  Maria Assunta ed ai santi Gordiano ed Epimaco ed è ha dignità di basilica minore.
Originariamente era la chiesa abbaziale benedettina del Principato di Kempten, mentre oggi è chiesa parrocchiale.

## Storia e descrizione

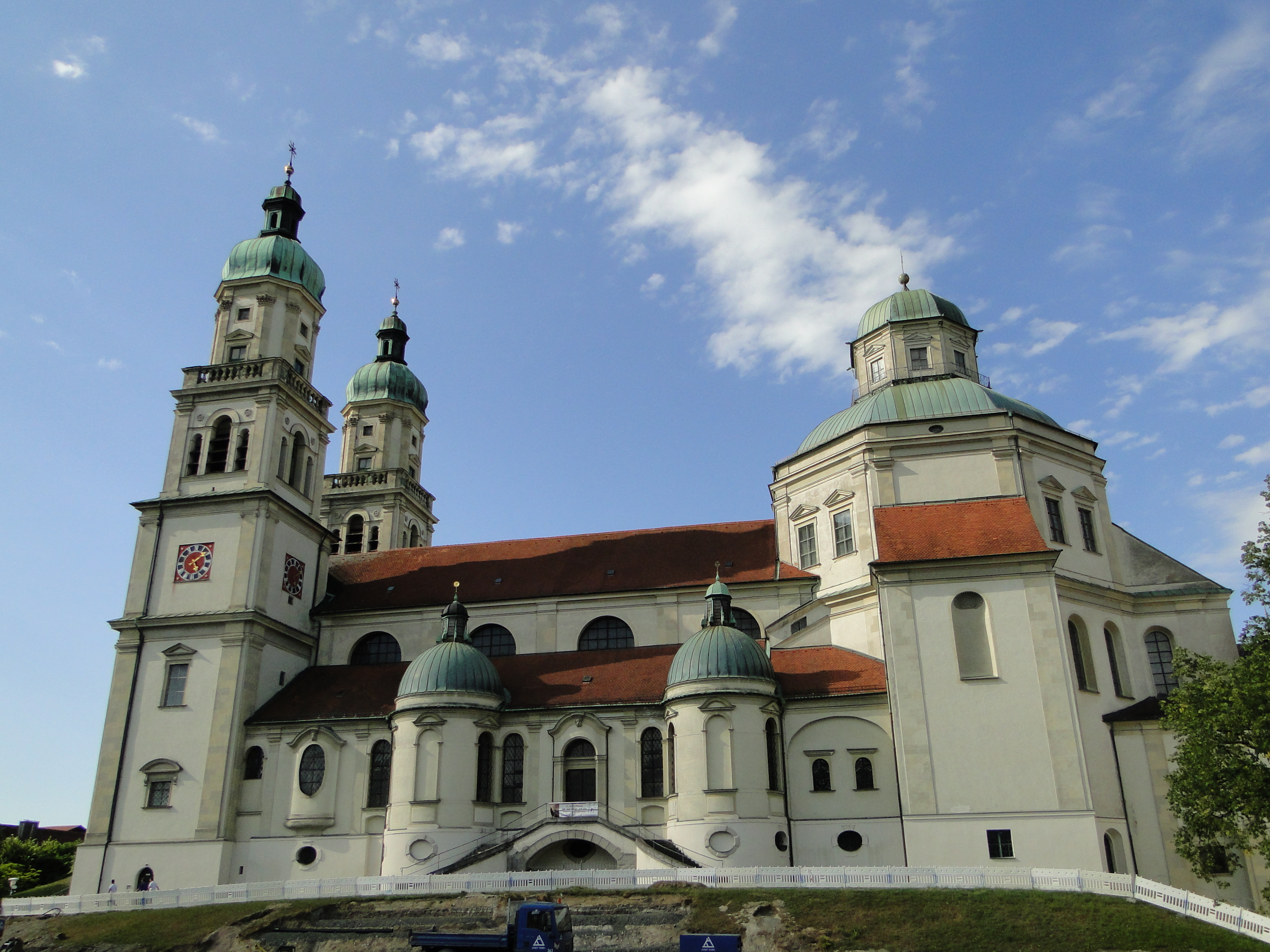
Basilica di San Lorenzo a Kempten – Veduta laterale

Nell'anno 752 giunsero a Kempten san Magno ed il suo accompagnatore Teodoro. In quell'anno Audogar fondò a Kempten un'abbazia della quale fu il primo abate. La regina Ildegarda, terza moglie di Carlo Magno, donò nel 774 all'abbazia, divenuta abbazia imperiale, le reliquie dei santi Epimaco e Gordiano. Ella è raffigurata nello stemma abbaziale.
Vi sono prove delle fondamenta di una chiesa precedente a quella eretta nel XIII secolo, così come di un fabbricato sito ove si trova l'attuale Residenz.
Nel 1382 le due torri furono ristrutturate dopo un incendio secondo lo stile barocco.
L'insediamento benedettino raggiunse, nel suo periodo di maggior splendore, un'estensione territoriale proprietaria di circa 1000 km2, con 42.000 abitanti distribuiti su 82 fra comuni e fattorie sparse: era l'abbazia d'obbedienza imperiale più importante di tutta l'Algovia.
Dal 1632 chiesa e abbazia subirono pesanti danni a causa delle incursioni degli svedesi. Nel 1634 la chiesa mononavata, che era stata allargata nel 1478, venne distrutta fino alle fondamenta.
La posa della prima pietra della nuova chiesa ebbe luogo il 13 aprile 1652 e con il termine della navata centrale l'architetto che l'aveva disegnata e costruita, lasciò l'incarico, che venne affidato allo svizzero Giovanni Serro. Questi, nel 1659 decise di innalzare la navata di un metro e settanta centimetri. Egli modificò la forma del matroneo, per cui la pressione delle pareti della navata centrale venne alleggerita a spese delle allargate navate laterali. Dal 1666 fino al 1673 si lavorò alle ancora incomplete torri, che saranno terminate solo nel 1900, ma la chiesa venne consacrata solo il 12 maggio 1748.

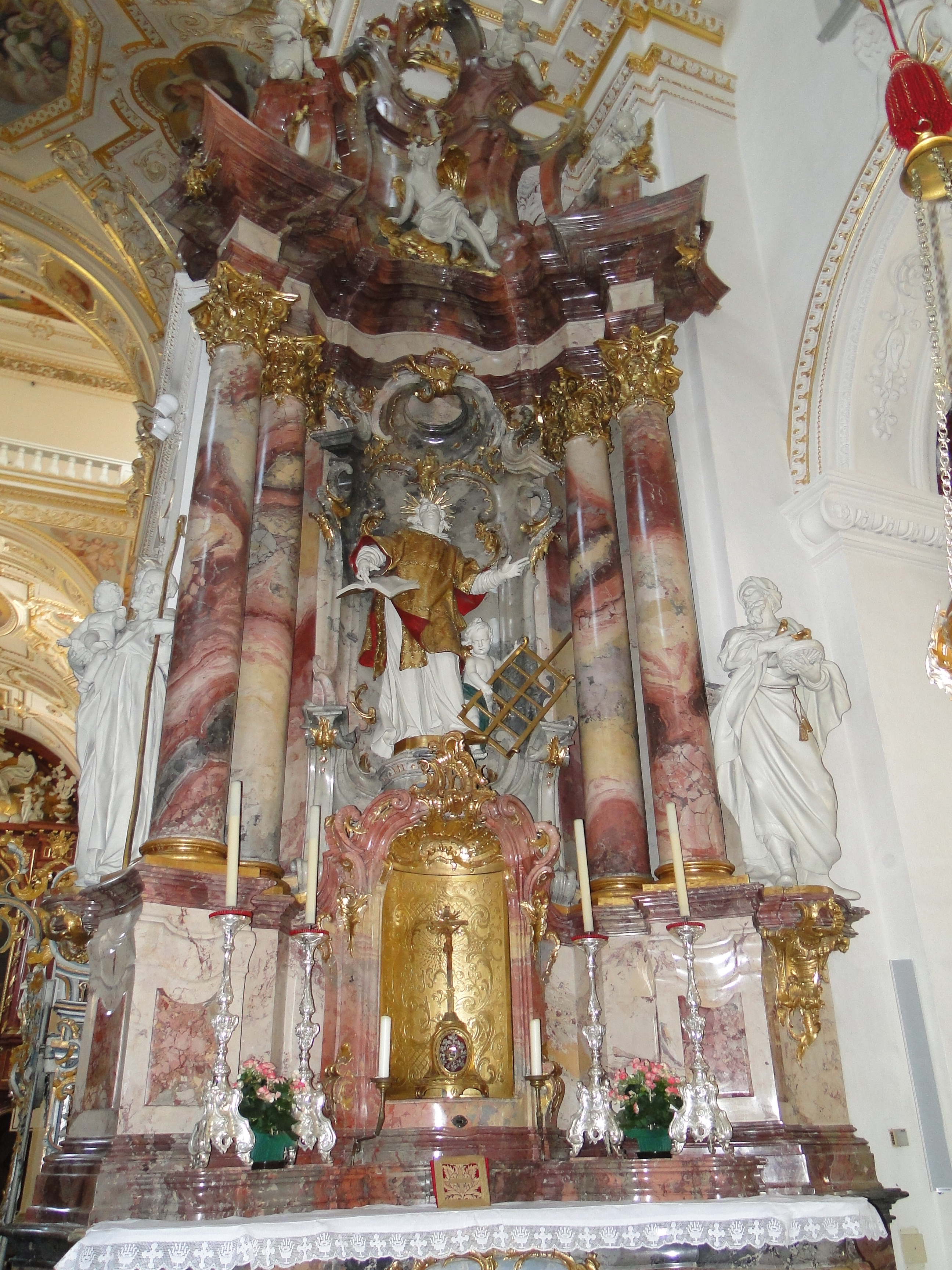
Basilica di San Lorenzo a Kempten – Altare dedicato a San Lorenzo, sito di fronte, nella navata centrale, prima del transetto

La navata centrale a cinque campate è lunga 40,5 m ed alta 16,3 m mentre le due navate laterali hanno entrambe un'altezza di 6,8 m, compreso il matroneo. Il coro, di forma ottagonale, ha la copertura di una cupola alta 42 m.
Nel 1803 l'abbazia venne secolarizzata.
Il completamento delle torri avvenne utilizzando materiali diversi, incluso il calcestruzzo, dotato di una densità superiore a quella degli altri materiali. Questo comportò una sfavorevole distribuzione dei carichi, che ne compromise la stabilità. Cosicché le torri, in caso di forte vento, o anche solo con il funzionamento delle pesanti campane, oscillano leggermente. Tutto ciò si traduce nella formazione di crepe fra la struttura delle torri e quella della restante parte dell'edificio, per cui la salita di visitatori alla sommità delle torri è vietata per motivi di sicurezza.
Nel 1969 papa Paolo VI elevò la dignità della chiesa a basilica minore.

## Patronato
La chiesa è dedicata a san Lorenzo martire, che viene festeggiato il 10 agosto; compatroni sono Maria Assunta, festeggiata il 15 agosto ed i santi Gordiano ed Epimaco, che vengono celebrati il 10 maggio.

## Organi
La chiesa possiede un organo principale e due organi per il coro. L'organo principale e quello nella zona nord del coro hanno ciascuno una propria consolle, mentre quello nella zona sud del coro viene suonato elettricamente. Entrambi i due organi del coro tuttavia possono essere suonati insieme da quello principale.

## Immagini della Basilica

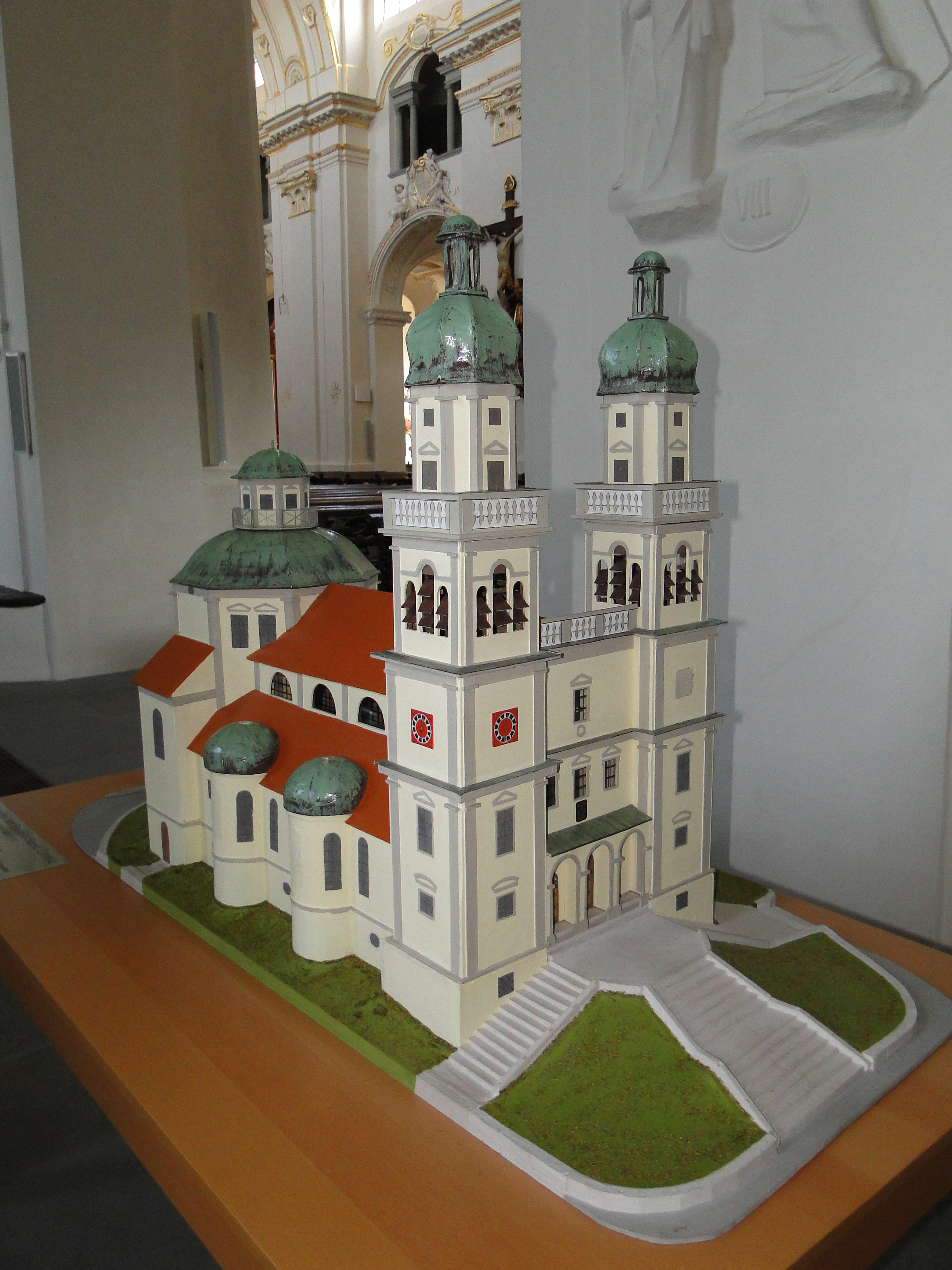
Modello in legno della basilica di San Lorenzo a Kempten
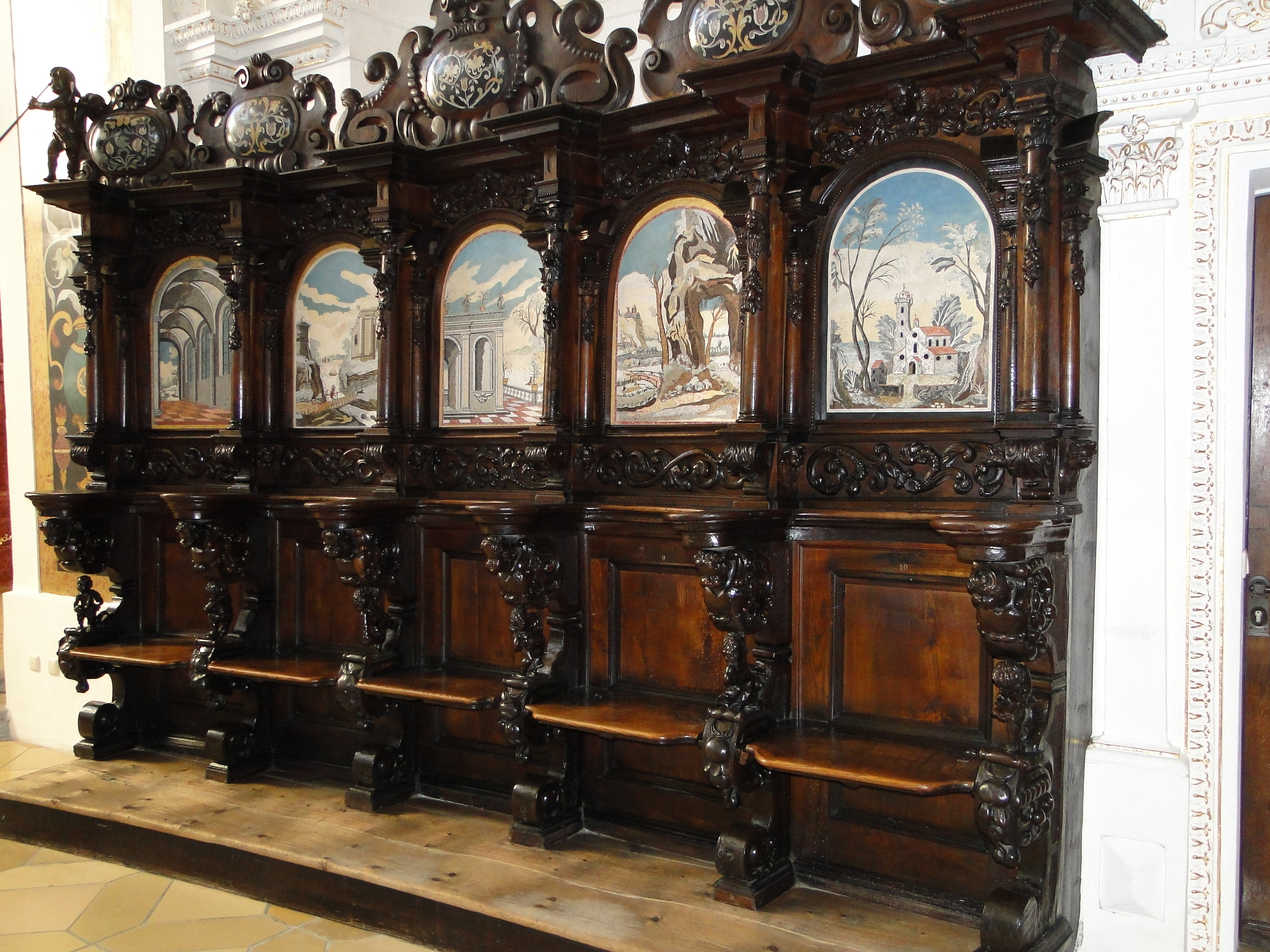
Stalli del coro nella Basilica di San Lorenzo in Kempten
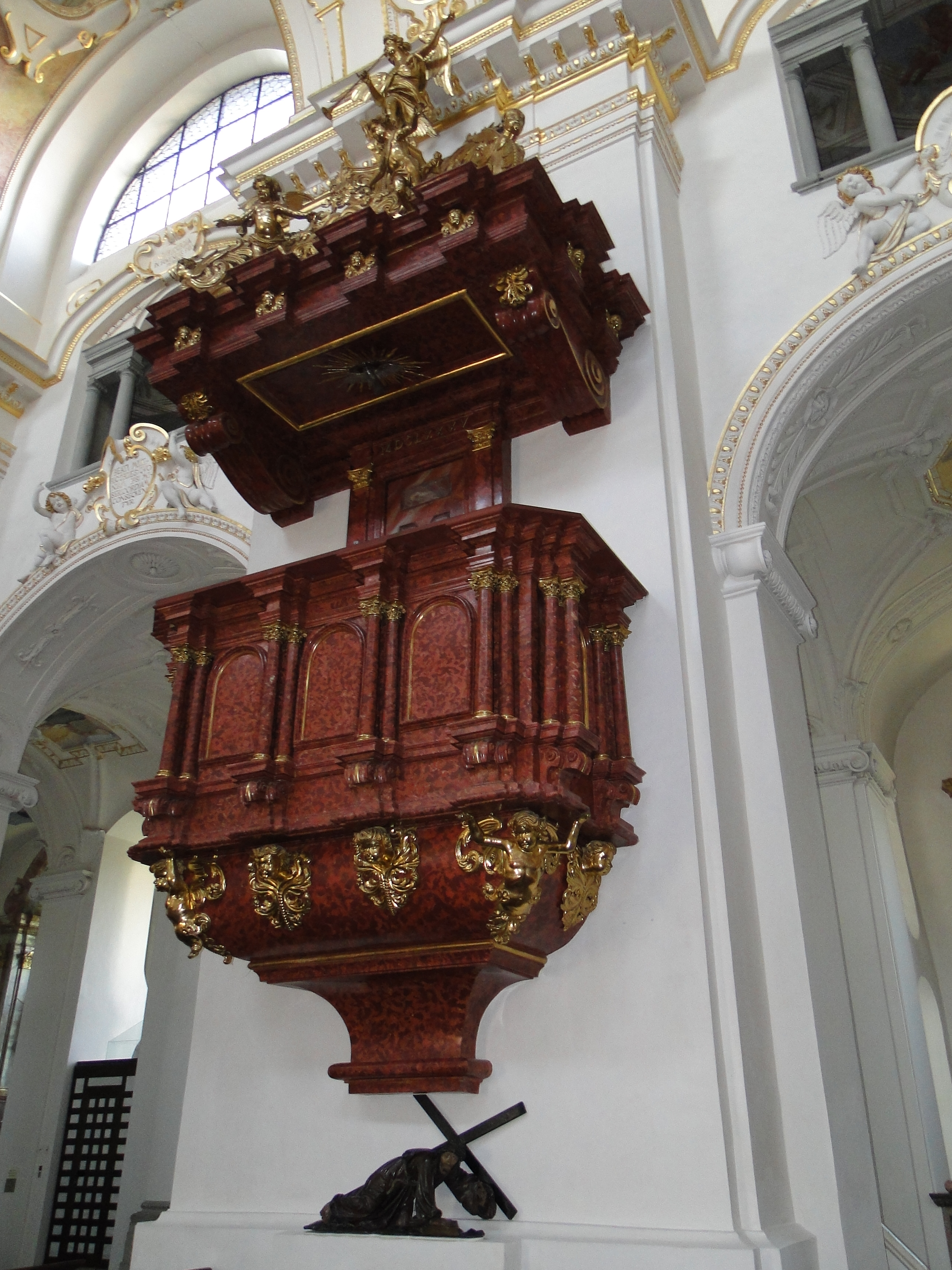
Pulpito della Basilica di S. Lorenzo a Kempten in Argovia
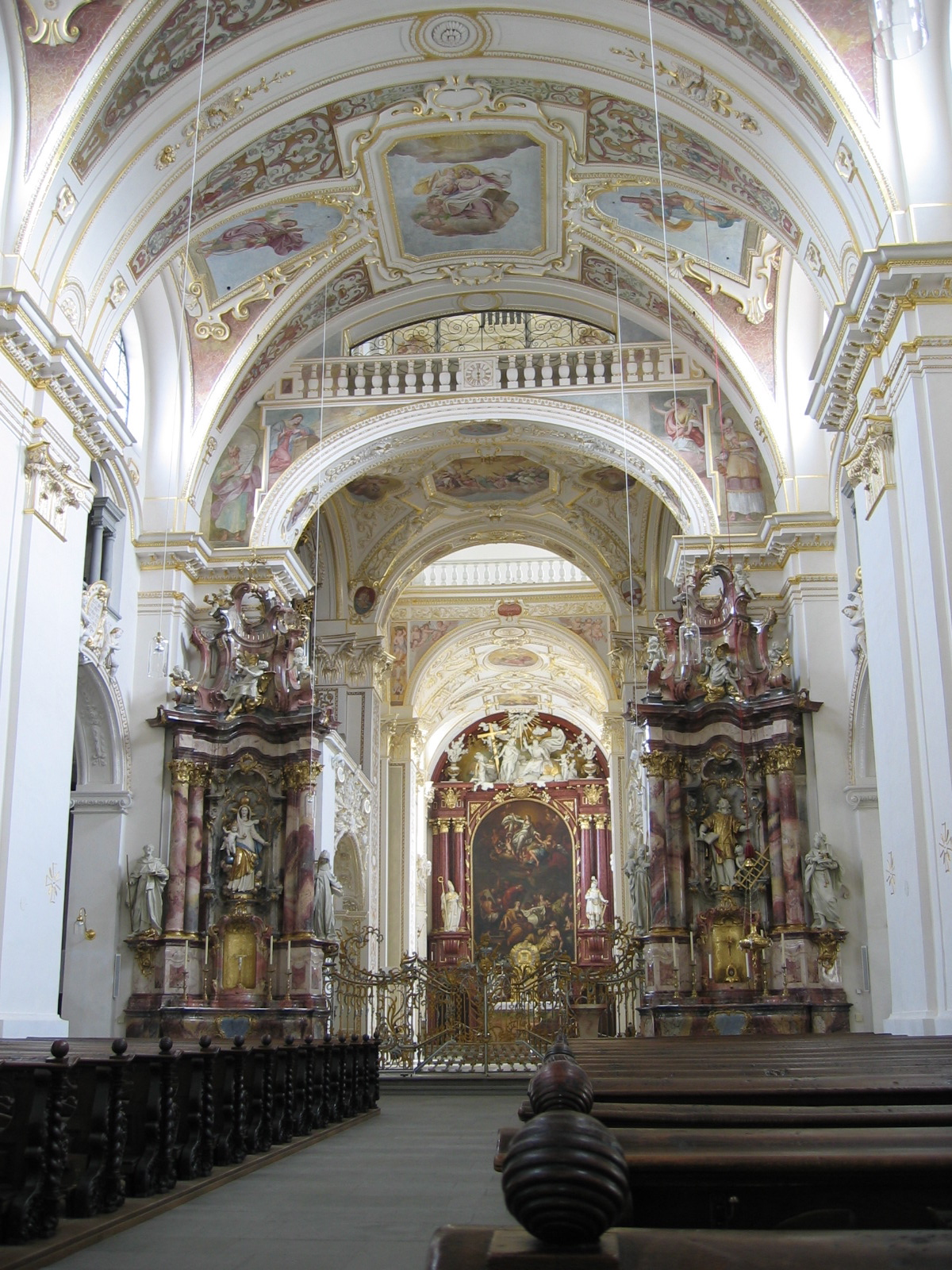
Basilica di S. Lorenzo a Kempten: navata centrale
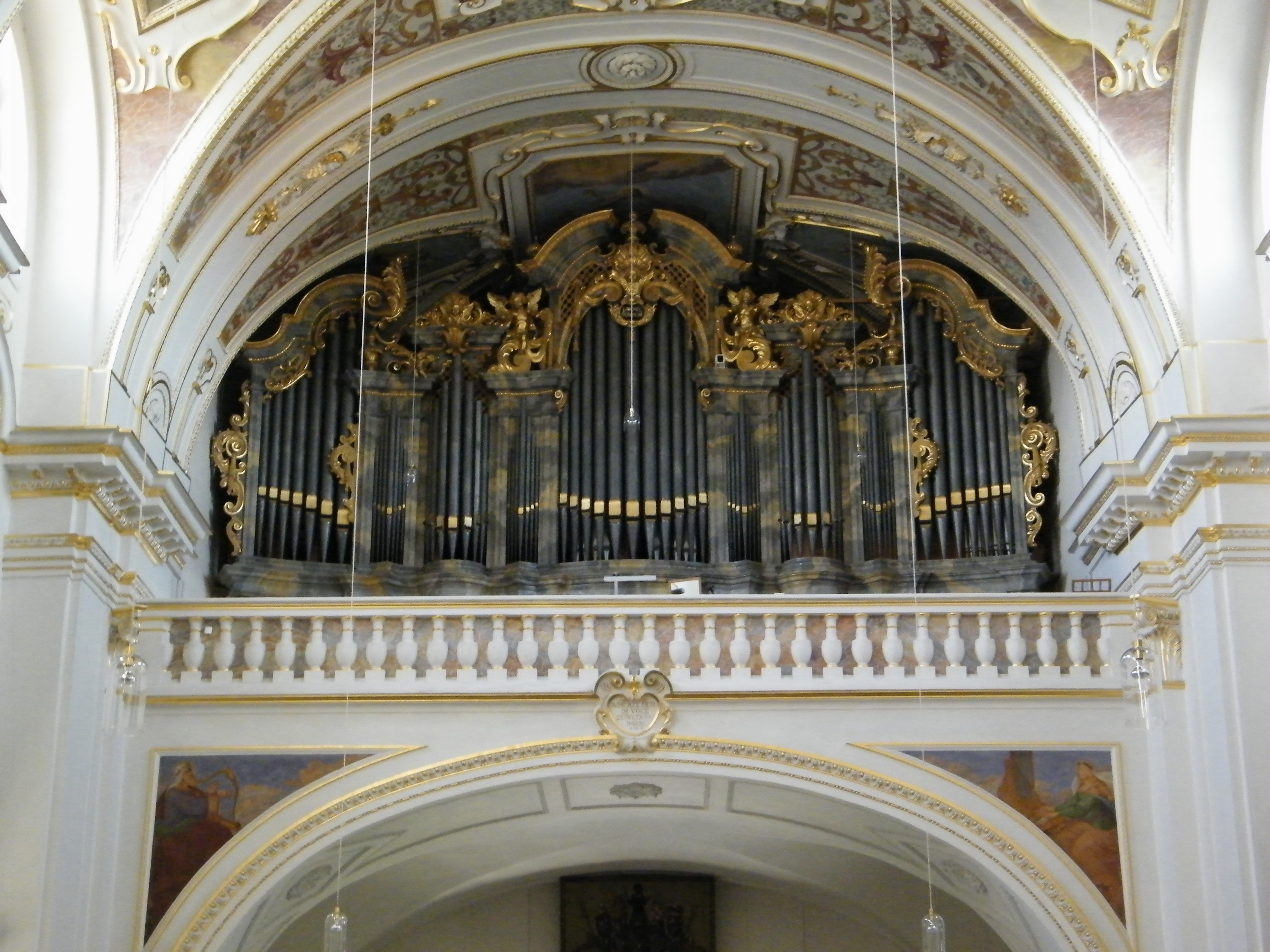
L'organo principale della basilica
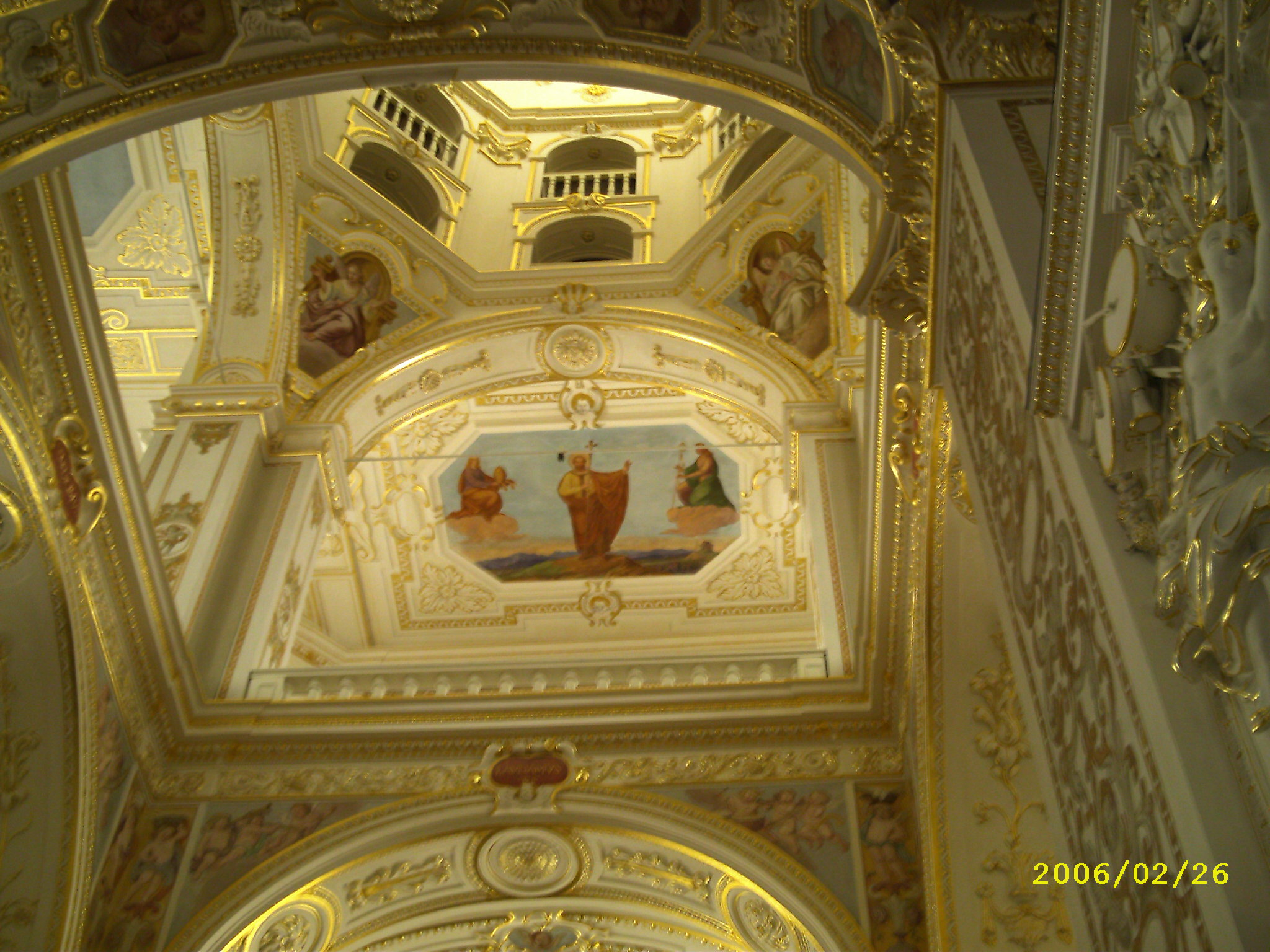
Vista dall'interno della cupola ottagonale